# Menachem Ussishkin

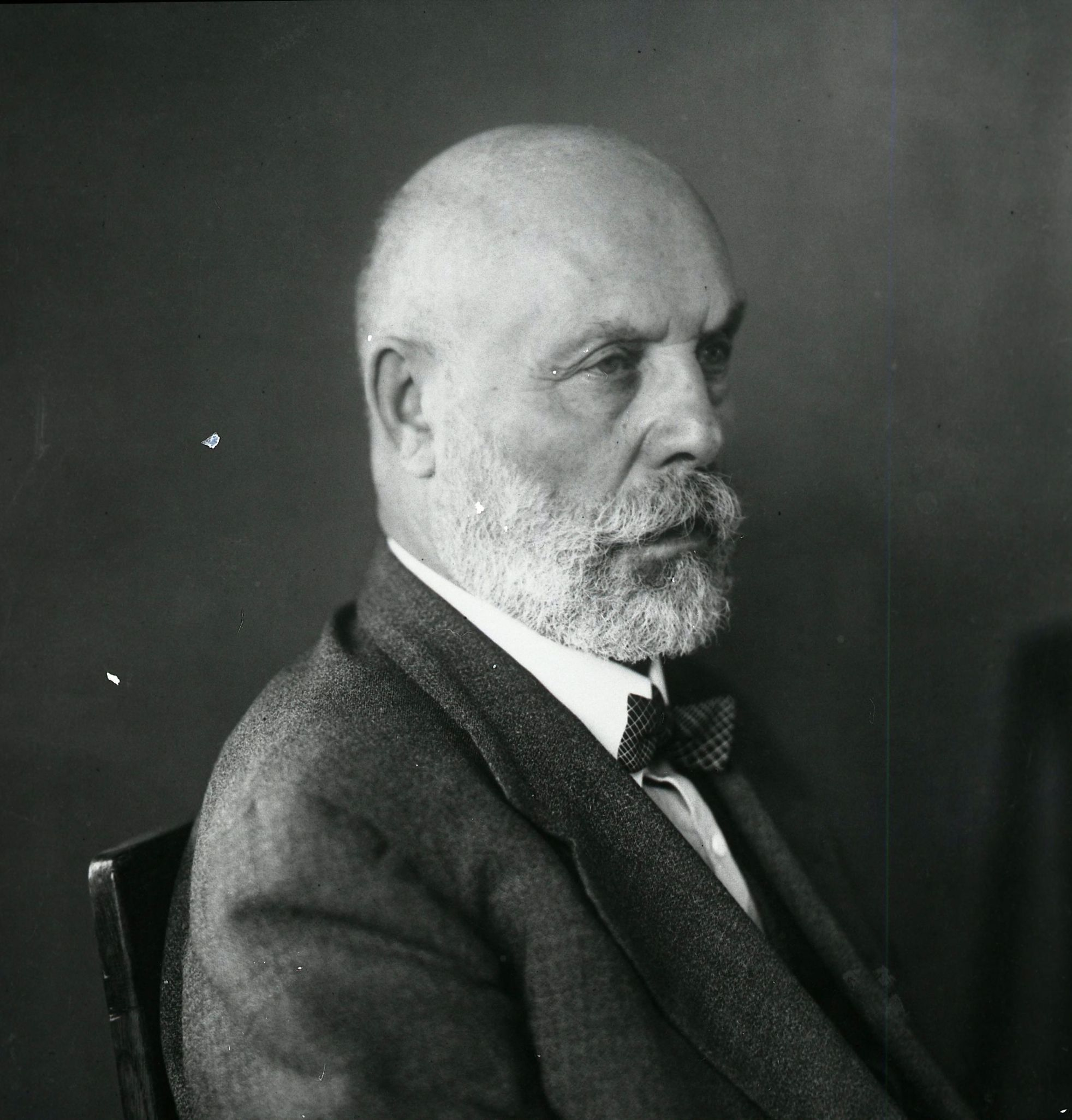
Menachem Ussishkin

Avraham Menachem Mendel Ussishkin (auch Abraham Menacham Mendel Ussischkin, geboren 16. August 1863 in Dubrowno, Russisches Kaiserreich; gestorben 2. Oktober 1941 in Jerusalem, Völkerbundsmandat für Palästina) war ein führender sozialistischer Zionist. Er war in den Jahren 1921–1923 Vorsitzender der Zionistischen Weltorganisation (WZO) und 1923–1941 Präsident der Landkauforganisation Jüdischer Nationalfonds (KKL).

## Leben
Menachem Ussishkin wurde 1863 im heute belarussischen Stetl Dubrowno im zaristischen Russland geboren. In seiner Jugend war er ein begeisterter Leser der zeitgenössischen hebräischen Schriftsteller. Von da ab wurde die Wiederbelebung des Hebräischen in Palästina eines der Ziele seiner Lebensarbeit. 
Wie viele andere Gründungsmitglieder von Chibbat Zion wurde er von den Pogromen des Jahres 1881 in Russland aufgerüttelt, die ihm die Notwendigkeit einer jüdischen Auswanderung vor Augen führten. Ussishkin begann, aktiv für verschiedene zionistische Gruppen zu arbeiten. Nachdem er am Technologischen Institut in Moskau sein Ingenieurstudium abgeschlossen hatte, widmete er sich der hebräischen Erziehungsarbeit, der zionistischen Propaganda und der Beschaffung von Geldern in Russland.
1903 ging er nach Palästina. Ussishkin war ein „praktischer Zionist“, für den das landwirtschaftliche Siedlungswesen im Jischuv den ersten und wichtigsten Schritt zur Erlangung eines jüdischen Staates darstellte. Theodor Herzl hielt er für einen Visionär, der sich nur an äußeren Hindernissen abarbeitete, dem aber jedes Verständnis der Juden und ihrer inneren Widerstände abging. Entsprechend aktiv warb er selbst Jugendliche für die Arbeit als Pioniere und für landwirtschaftliche Siedlungen an. Er war Delegierter beim ersten Zionistischen Kongress 1897 in Basel und wurde zum Hebräischen Sekretär des Kongresses ernannt.
Am 7. Kongress 1905 gehörte er gemeinsam mit Yitzhak Grinboim zu den Radikalen, die die Ablehnung des von Theodor Herzl unterstützten Ugandaplanes erzwangen. Ussishkin schlug ein zionistisches Programm vor, das später von der zionistischen Bewegung übernommen wurde. Unter seinem Einfluss unterstützte die zionistische Bewegung die Gründung landwirtschaftlicher Siedlungen, erzieherischer und kultureller Einrichtungen und einer Hebräischen Universität. 
1921–1923 war er Vorsitzender im Exekutivkomitee der Zionistische Weltorganisation (WZO). 1923 wurde er zum Vorsitzenden des Jüdischen Nationalfonds gewählt, eine Position, die er fast zwanzig Jahre innehatte. Zudem gehörte er der „elitär-exklusiven“ akademischen Gesellschaft Palestine Oriental Society an.
Im Mai 1936 äußerte er sich vor einer britischen Anhörungskommission zugunsten einer Umsiedlung („population transfer“) der arabisch-palästinensischen Bevölkerung in den Irak, wobei er suggerierte, dass die Palästinenser selbst den Wunsch haben würden, in den Irak abzuziehen, insofern forderte er keinen erzwungenen gewalttätigen Transfer. David Ben-Burion kritisierte ihn dafür, weil er durch das Bekanntwerden der Forderung eine Schwächung der zionistischen Verhandlungsposition gegenüber den Briten befürchtete.
Bis zuletzt aktiv, starb Ussishkin 1941. Auf seinen Wunsch hin wurde er auf dem Skopusberg in Jerusalem bestattet.